# Urolosia albipuncta
Urolosia albipuncta är en fjärilsart som beskrevs av Druce 1905. Urolosia albipuncta ingår i släktet Urolosia och familjen björnspinnare. Inga underarter finns listade i Catalogue of Life.